# Панчишин Степан Михайлович
Панчишин Степан Михайлович  — доктор економічних наук, професор кафедри аналітичної економії та міжнародної економіки, заслужений професор Львівського національного університету імені Івана Франка, у 2003—2015 рр. декан Економічного факультету Львівського національного університету імені Івана Франка.

## Біографічні відомості
Народився 18 серпня 1950 р. в с. Зіболки, тепер Жовківського району Львівської області . У 1967 р. закінчив середню школу і поступив на економічний факультет Львівського державного університету, який закінчив 1972 року.

## Наукова діяльність
У 1972—1974 рр. працював асистентом кафедри політичної економії Львівського університету, а в 1974—1977 рр. навчався в аспірантурі при цій кафедрі. У 1977 р. захистив кандидатську дисертацію «Складна праця в умовах сучасного капіталізму». У 1978 р. обрано на посаду доцента, а в 1998 р. — професора кафедри економічної теорії Львівського державного університету. С. М. Панчишин є професором та завідувачем кафедри аналітичної економії і міжнародної економіки Львівського національного університету імені Івана Франка.
Проходив стажування і читав курс лекцій з проблем перехідної економіки та економіки України в Мічиганському університеті (США, 1993), Вейнському університеті (США, 1994), Канзаському університеті (США, 1995), Університеті Джорджа Вашингтона (США, 2001).

### Наукові праці
Досліджує еволюцію товарної форми виробництва, макроекономічне регулювання та українську економічну термінологію. Автор понад 100 наукових та науково-методичних праць. У 1990 р. опублікував монографію «Вартісні відносини в умовах сучасного капіталізму» (Львів: Світ, 1990. — 216 с.), в якій одним з перших у вітчизняній економічній науці показав обмеженість затратного тлумачення вартості блага, простежив еволюцію макроекономічної координації у розвинутій ринковій економіці. У 2001 р. опублікував навчальний посібник «Макроекономіка» (К.: Либідь, 2001. — 616 с.).
Професор С. М. Панчишин — науковий редактор і співавтор 9 монографій, підручників і навчальних посібників, в тому числі «Економіка України: 10 років реформ» (Львів, 2001. — 496 с.); «Економічна теорія: макро- і мікроекономіка» (К.: Альтернативи, 2001. — 606 с.); «Економіка для учнів 10-11 класів» (К.: Знання, 1997; К.: Либідь, 1999, 2002. — 384 с.).
Проф. С. М. Панчишин є науковим редактором і одним із перекладачів 10 відомих англомовних підручників, у тому числі «Макроекономіка» (К.: Основи, 1995. — 572 с.) та «Мікроекономіка» (К.: Основи, 1998. — 676 с.) лауреата Нобелівської премії з економіки Поля Семюельсона; «Економіка грошей, банківської справи та фінансових ринків» Ф. Мишкіна (К.: Основи, 1998. — 963 с.), «Макроекономіка» Г. Манківа (К.: Основи, 2000. — 589 с.). Як науковий редактор і перекладач зробив помітний внесок у формування української економічної термінології з макро- і мікроекономіки.
Проф. С. Панчишин є головою спеціалізованої ради Д35.051.01 на здобуття наукового ступеня доктора (кандидата) економічних наук у Львівському національному університеті імені Івана Франка.